# Alcalalí
Alcalalí község Spanyolországban, Alicante tartományban. Lakosainak száma 1406 fő (2024). Alcalalí Benidoleig, Jalón, Llíber, Orba, Parcent, Murla, Pedreguer és Tárbena községekkel határos.

## Népesség
A település lakosságának változását az alábbi diagram mutatja:
| Lakosok száma | 1024 | 1216 | 1418 | 1507 | 1433 | 1350 | 1291 | 1278 | 1336 | 1406 |
|               | 2001 | 2004 | 2006 | 2009 | 2011 | 2014 | 2016 | 2019 | 2021 | 2024 |